# Убепан
Убепан (фр. Aubépin) насеље је и општина у источној Француској у региону Франш-Конте, у департману Јура која припада префектури Лон ле Соније.
По подацима из 2011. године у општини је живело 139 становника, а густина насељености је износила 24,51 становника/km². Општина се простире на површини од 5,67 km². Налази се на средњој надморској висини од 500 метара (максималној 590 m, а минималној 325 m).

## Демографија
| 1962. | 1968. | 1975. | 1982. | 1990. | 1999. | 2011. |
| ----- | ----- | ----- | ----- | ----- | ----- | ----- |
| 82    | 95    | 96    | 119   | 125   | 131   | 139   |

График промене броја становника у току последњих година